# Guerra huarco-inca
La Guerra huarco-inca fue un conflicto que se libró en el siglo XV entre la Confederación Huarco y el Imperio Inca en la costa centro-sur del actual Perú. El conflicto se desató debido a la campañas expansionistas del imperio inca. La guerra culminó con la conquista inca de la Confederación Huarco.

## Antecedentes
Tras la anexión del Reino de Chincha al Imperio Inca, los incas llegaron a los límites de la Confederación Huarco. La Confederación Huarco estaba bajo el liderazgo del curaca Chuquimanco, quien se opuso a los intentos de colonización y expansión del imperio inca.

## Conquista
Tras recibir información de los chincha, los incas avanzaron sobre el valle de Cañete, donde se asentaba la Confederación Huarco, con el objetivo de anexarlos al imperio. Sin embargo, las tropas incas al mando de Cápac Yupanqui, hermano de Pachacútec, encontraron férrea resistencia. La Confederación Huarco disponía de diversas fortificaciones militares construidas en lugares estratégicos del valle como la Fortaleza de Ungará, la Fortaleza de Canchari y la Muralla Huarco.
Ante la férrea resistencia y las escaramuzas, los incas construyeron una serie de asentamientos destinados a apoyar la campaña militar (además de evitar que las tropas incas retornaran al Cuzco durante el verano). Entre estos asentamientos se encontraban la ciudadela de Incahuasi y el Palacio de Herbay.
La resistencia huarco se prolongó durante cuatro años, durante el cual los incas atacaban los sitios huarco y luego se replegaban debido al clima que no estaban acostumbrados. Además, sitiaron y bloquearon los canales de regadío para obligar a los huarco a rendirse por el hambre.
Tras años de guerra, la esposa de Túpac Yupanqui, Mama Ocllo Coya, ideó una estrategia para conquistar a los huarco debido a que la curaca huarco, viuda, había negado el reconocimiento del poder inca al haber deshonrado a Apu Achache, visitador y encargado del empadronamiento de habitantes. Para ello, Mama Ocllo Coya envió una embajada liderada por Apu Achache a los huarco pidiendo celebrar una ceremonia de pesca ritual conjunta en honor a Mama Cocha a cambio de reconocerles la soberanía huarco sobre el territorio del valle. Al ver que las fortalezas huarco fueron abandonadas durante el ritual, el ejército inca se adentró en el valle y tomaron el control.
La curaca huarco fue capturada a la par que, según el cronista Pedro Cieza de León, los incas "mataron a todos los príncipes y hombres más honrados dellos [los huarco] que allí estaban, y en los que no eran, también se ejecutó la sentencia; y mataron tantos como hoy día lo cuentan los descendientes dellos y los grandes montones de huesos que hay son testigos". Tras la conquista de la Confederación Huarco, los incas ahorcaron a la mayoría de sus habitantes en represalia, por lo que el valle tomó el nombre de Huarco, que significa "Lugar de ahorcado", perdiéndose el nombre original del lugar. Los líderes huarco fueron ahorcados en la Fortaleza de Canchari. Como celebración por la victoria inca, fue construida la Fortaleza de Huarco, en el actual distrito de Cerro Azul. La tierra de los huarco fue poblada por mitimaes chincha y coayllo mientras que los huarco fueron desplazados a lugares más leales del imperio como castigo y forma de control.